# إرماتينغن
إرماتينغن (بالألمانية: Ermatingen) هي بلدية سويسرية تتبع لمقاطعة كروزلينغن في كانتون تورغاو. تبلغ مساحتها 10.4 كيلومتر مربع، ويقدر عدد سكانها بـ 3202 نسمة (حسب تعداد ديسمبر 2015).

## أعلام
- توماس أمان